# Лунная керамика

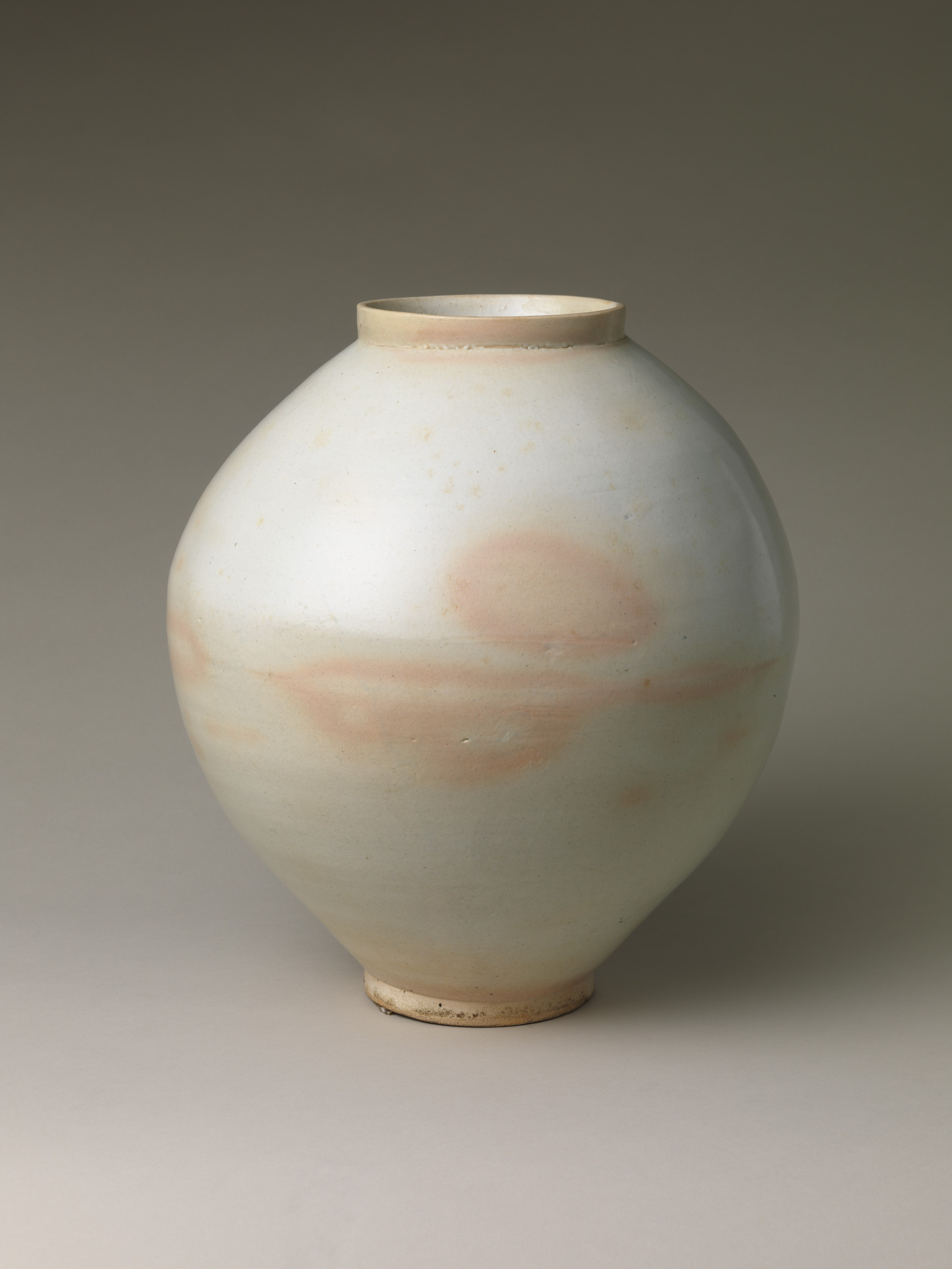
Лунная чаша, вторая половина XVIII века.

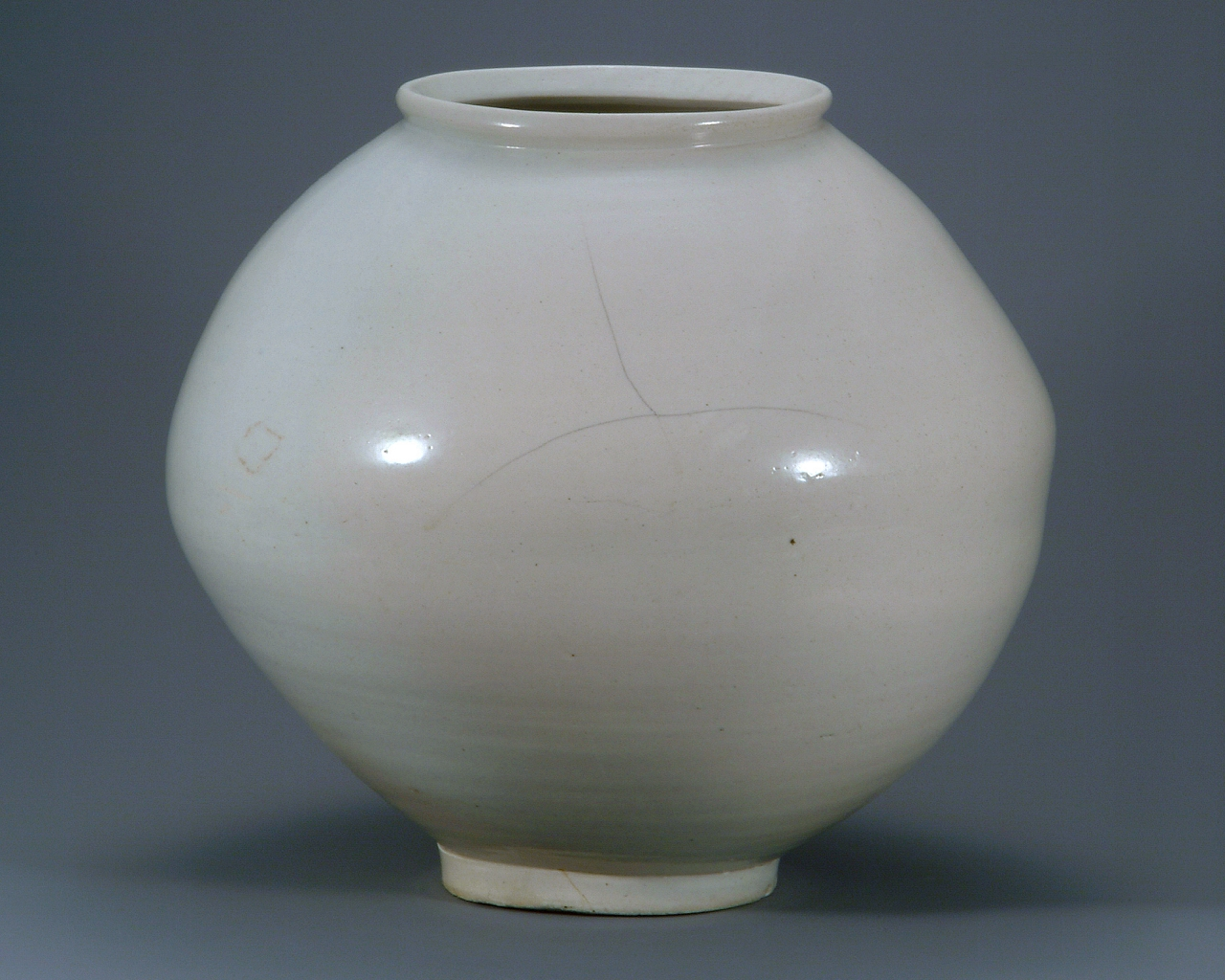
Лунная чаша (Национальное сокровище Кореи № 310)

Лунная керамика (кор. 달항아리 / 백자대호?, 白磁大壺?) — подвид традиционного корейского фарфора, производившийся в эпоху Чосон (1392—1910), отличавшийся тонкими оттенками цвета, появлявшимися во время процесса обжига в печи.
В XVII веке на смену традиционным корейским формам керамики пришёл белый фарфор. Отчасти, это связано с тем, что к со времени японского нашествия в страну перестали ввозить кобальт из Китая. Лунная керамика является одним из подвидов корейского белого фарфора и была названа так благодаря появлению при обжиге различных близких к белому оттенков, что напоминает поверхность луны, а также благодаря форме.
Первые изделия (тальханари кор. 달항아리?, ?) в технике лунной керамики появились в начале периода Чосон, их авторы остались неизвестны. Большая часть изделий производилась в прославленных гончарных мастерских в Пунвоне кор. 분원?, 分院?, обслуживавших королевский двор. Оттенки фарфора образовывались во время обжига и не могли контролироваться керамистами. По форме, изделия изготавливались из двух отдельных полусфер, соединявшихся между собой посередине. Размеры чаш могли отличаться; высота изделия приблизительно равнялась его диаметру, но в основании диаметр был меньше, чем в области горлышка. Оттенки цвета появлялись в районе соединения полусфер. Со временем форма становилась менее симметричной и более естественной, что, как и цвет, несло в себе символизм добродетелей корейского конфуцианства. В нём белый фарфор стал символом принципов бережливости и прагматизма. Сам по себе белый цвет в конфуцианстве символизировал чистоту, смирение, простоту и цельность.
Лунные чаши использовались в быту для хранения риса, соевого соуса, алкоголя и иногда как вазы для цветов.
Лунные сосуды послужили вдохновением для художников и керамистов, например, Ким Хванги, Бернарда Лича, Ким Инсына.
В настоящее время сохранилось всего 20 лунных чаш. Некоторые из них входят в реестр Национальных сокровищ Кореи. Современные эксперименты по воссозданию лунных сосудов свидетельствуют о высоком уровне мастерства керамистов эпохи Чосон; состоявшие из отдельных частей, изделия того времени переносили высокую температуру обжига в печи.